# طوى الحشاش
طوى الحشاش أو طوي الحشاش أو الطوي أو الحشاش، هي منطقة عراقية في غرب قضاء سفوان في محافظة البصرة، بصحراء الدبدبة بالبادية العراقية، بجنوب العراق، وفي طريق الزبير الركعي يتفرع في جريشان طريق غربي يتجّه إلى بصية يمرّ السائر بخباري المخزم ثم طوى الحشاش ثم جريبيعات ثم جو لبن ثم بصية.